# Funivia del Colle
La funivia del Colle (in tedesco Kohlerer Bahn) è una funivia che da Bolzano risale le pendici del Monte Pozza (Titschen o Kohlerer Berg) fino alla località Colle di Villa (Herrenkohlern) (1134 m).
Il percorso dura 7 minuti e supera un dislivello di 872 m. Presso la stazione a monte è conservata una delle vetture originali della funivia del 1908, mentre presso quella di valle è esposta una delle cabine dismesse nel 2006.

## Storia

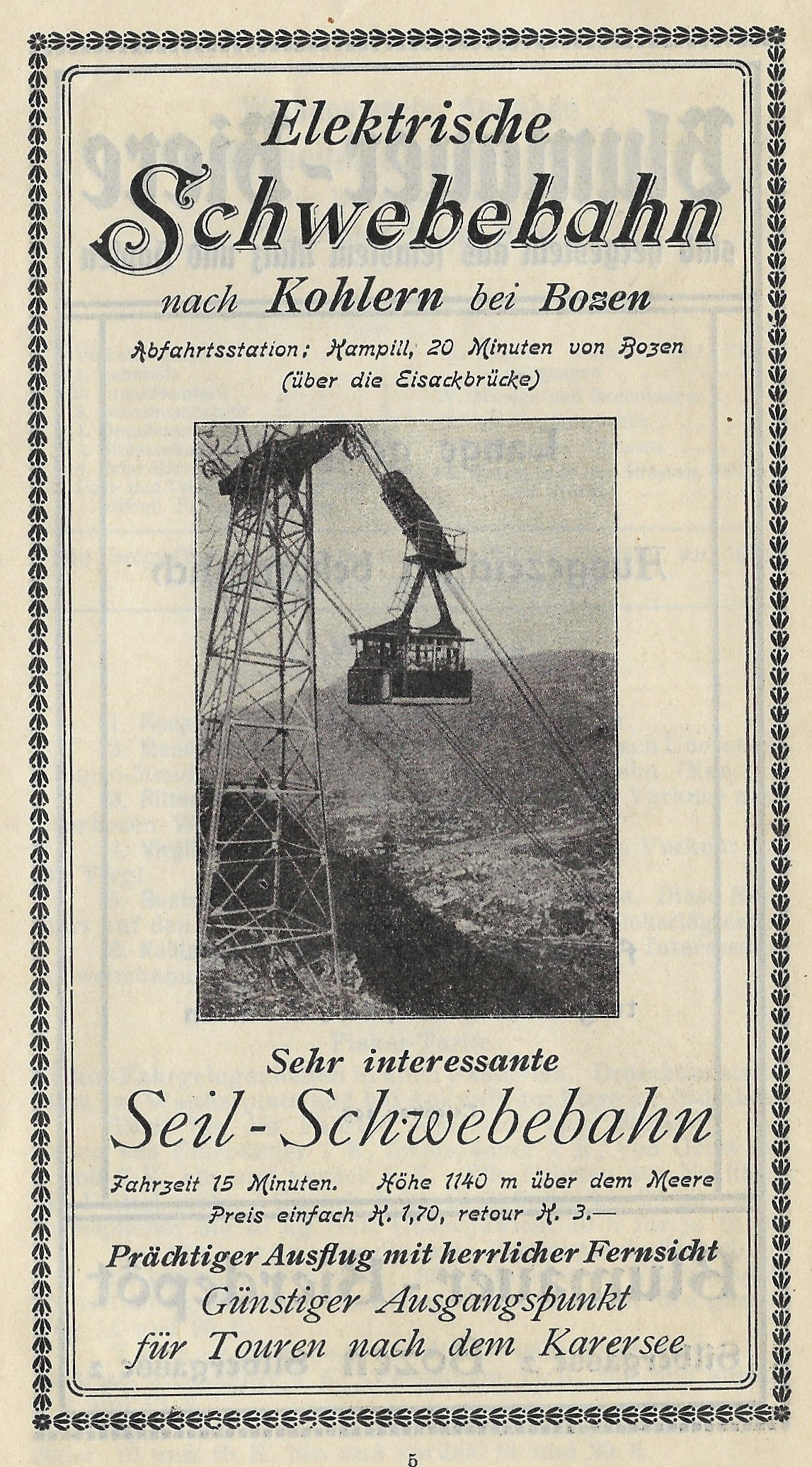
Pubblicità per la funivia nel Pharus-Plan Bozen-Gries del 1910 ca.

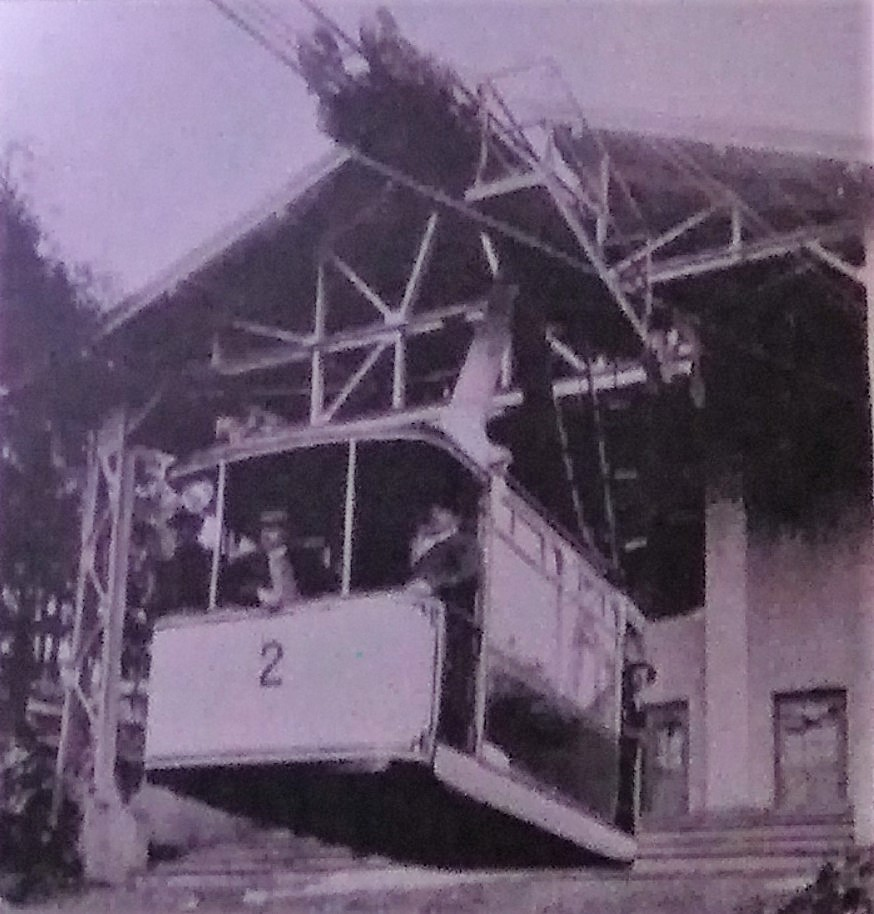
Foto storica di una cabina presso la stazione a monte

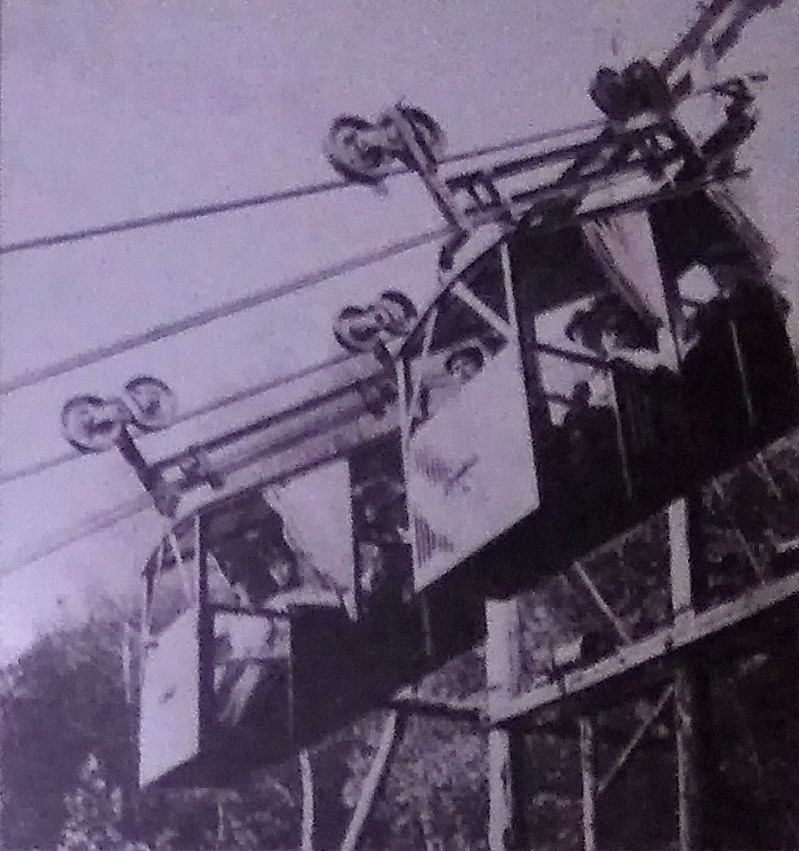
Trasporto delle funi

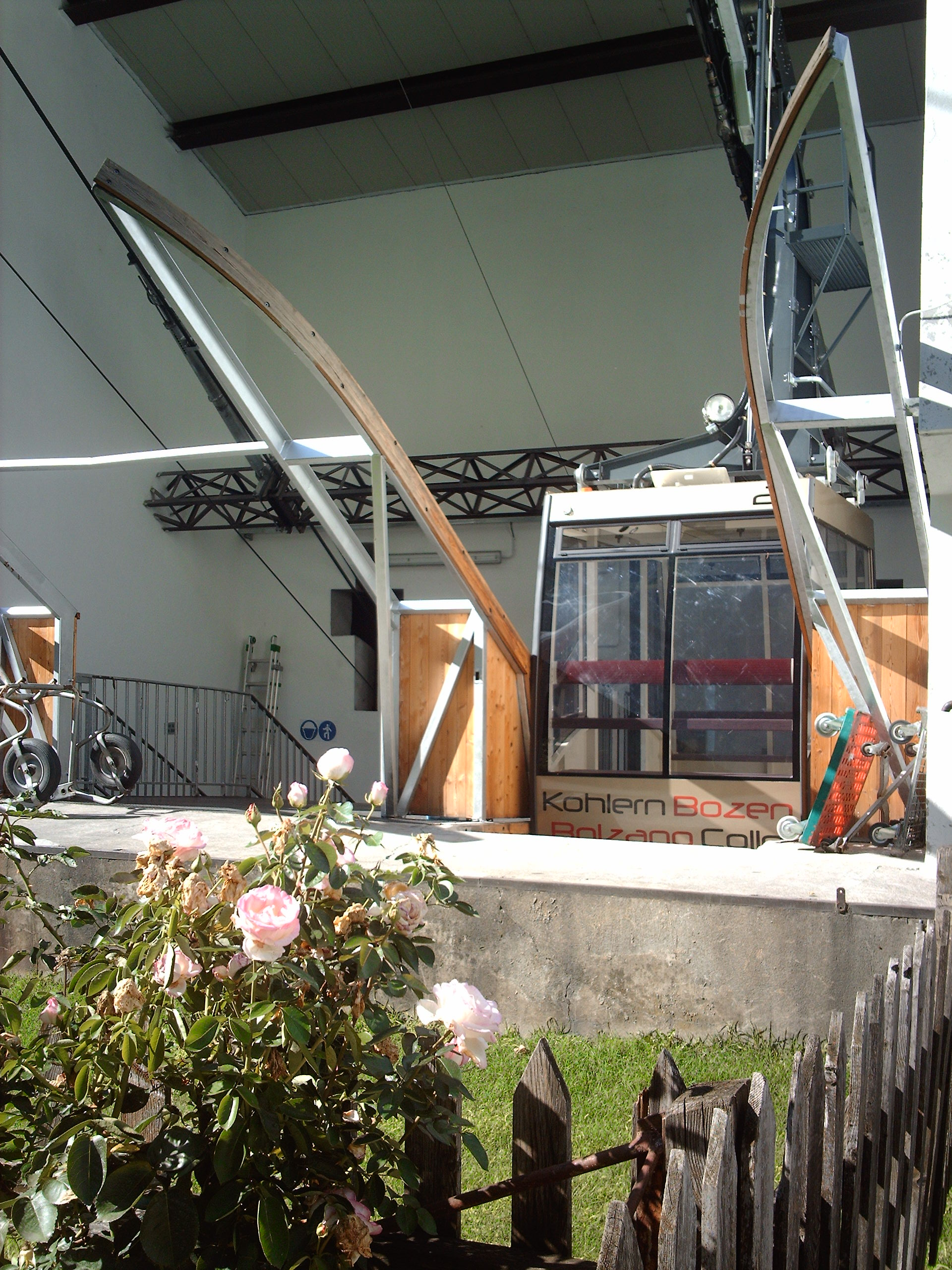
La nuova cabina presso la stazione a valle

Nel 1908 l'oste bolzanino Josef Staffler realizzò questo impianto a fune, il primo al mondo per trasporto di persone, trasformando la casa padronale in un albergo per poter raggiungere la cima panoramica del Colle. Le due cabine, a 6 posti, erano aperte ed avevano un pavimento a gradoni come le funicolari; le funi erano sostenute da piloni in legno. Era in grado di effettuare il trasporto in ben 14 minuti per un dislivello di 800 metri su di una sezione obliqua di 1640 m. Le prime due cabine fornite dalla fabbrica di vagoni Simmering erano troppo pesanti per poter ottenere l'autorizzazione per il trasporto di persone e vennero sostituite da 6 cabine di legno costruite dal mastro carraio Thomas Peer di Terlano. Restò in esercizio dal 29 giugno 1908 al 1º ottobre 1910.
Grazie all'entrata in vigore di nuove norme sulla sicurezza, Staffler decise di costruire una funivia aerea maggiormente moderna e grande. Fu così che nel 1913 fu sostituita da un nuovo impianto costruito dalla ditta Adolf Bleichert & Co. di Lipsia in Germania. Dotata di cabine con capienza di 17 persone con testate aperte, nel suo percorso di 1650 m superava un dislivello di 843 m, usava due funi portanti e due traenti che poggiavano su 12 sostegni metallici a traliccio. La velocità di esercizio era di 2 m/s. Fu distrutta da bombardamenti alleati nel corso del secondo conflitto bellico il 2 dicembre 1943. Un modellino di questa funivia è in mostra al Museo della Tecnica di Vienna.
Grazie anche all'insistenza di Josef Rössler, allora presidente della "Kohlerer-Bahn-Gesellschaft" (Società della funivia del Colle), il 18 gennaio del 1965 vi fu l'inaugurazione di questa terza versione della funivia ricostruita dalla ditta Hölzl di Lana della Provincia di Bolzano, sullo stesso tracciato e riutilizzando tre dei 12 sostegni della versione precedente. La portata delle cabine fu aumentata a 25 persone. Nel 1986 fu sottoposta alla prima revisione ventennale prevista dalle normative italiane.
Nel 2006 la funivia ha goduto di un ulteriore ammodernamento da parte della ditta Doppelmayr di Wolfurt in Austria, con la sostituzione delle cabine con capienza ridotta a 20 posti, un tempo di trasporto più breve (da 7,5 a 5 minuti) e assenza di conduttore.
Proprietario dell'impianto è il Comune di Bolzano.